# North Yarmouth
North Yarmouth és una població dels Estats Units a l'estat de Maine (EUA). Segons el cens del 2000 tenia 3.210 habitants.

## Demografia
Segons el cens del 2000, North Yarmouth tenia 3.210 habitants, 1.118 habitatges, i 924 famílies. La densitat de població era de 58,6 habitants/km².
Dels 1.118 habitatges en un 45,1% hi vivien nens de menys de 18 anys, en un 72,2% hi vivien parelles casades, en un 7,7% dones solteres, i en un 17,3% no eren unitats familiars. En el 12,3% dels habitatges hi vivien persones soles el 3,9% de les quals corresponia a persones de 65 anys o més que vivien soles. El nombre mitjà de persones vivint en cada habitatge era de 2,87 i el nombre mitjà de persones que vivien en cada família era de 3,13.
Per edats la població es repartia de la següent manera: un 30,2% tenia menys de 18 anys, un 3,6% entre 18 i 24, un 33,5% entre 25 i 44, un 25% de 45 a 60 i un 7,6% 65 anys o més.
L'edat mediana era de 38 anys. Per cada 100 dones de 18 o més anys hi havia 94,4 homes.
La renda mediana per habitatge era de 60.850 $ i la renda mediana per família de 65.000 $. Els homes tenien una renda mediana de 42.986 $ mentre que les dones 29.179 $. La renda per capita de la població era de 25.180 $. Entorn del 0,6% de les famílies i el 2,3% de la població estaven per davall del llindar de pobresa.